# Пекорара
Пекорара (итал. Pecorara) —  коммуна в Италии, располагается в регионе Эмилия-Романья, в провинции Пьяченца.
Население составляет 847 человек (2008 г.), плотность населения составляет 16 чел./км². Занимает площадь 53 км². Почтовый индекс — 29010. Телефонный код — 0523.
Покровителем коммуны почитается святой Георгий, празднование 23 апреля.

## Демография
Динамика населения:

## Администрация коммуны
- Официальный сайт: https://web.archive.org/web/20100528094120/http://www.comune.pecorara.pc.it/